# Peixotoa megalantha
Peixotoa megalantha är en tvåhjärtbladig växtart som beskrevs av C. Anderson. Peixotoa megalantha ingår i släktet Peixotoa och familjen Malpighiaceae. Inga underarter finns listade i Catalogue of Life.